# Збірна України з регбі
Збірна України з регбі-15 представляє Україну на міжнародних змаганнях з регбі. Збірна не брала участі в чемпіонатах світу, лише у Кубку європейських націй.

## Чемпіонати світу
- 1987 — (Австралія, Нова Зеландія) — не існувала
- 1991 — (Англія) — не існувала
- 1995 — (ПАР) — не брала участі
- 1999 — (Уельс) — не кваліфікувалась
- 2003 — (Австралія) — не кваліфікувалась
- 2007 — (Франція) — не кваліфікувалась
- 2011 — (Нова Зеландія) — не кваліфікувалась

## Статистика

### Матчі збірної України з регбі-15
Збірна України з регбі-15 від моменту свого створення провела 126 матчів зі збірними інших країн, у яких отримала 61 перемогу, 63 гри програла і 2 завершила в нічию.

(станом на 24.10.2021)
| № гри | Дата       | Господарі  | Результат | Гості                |
| ----- | ---------- | ---------- | --------- | -------------------- |
| 1     | 21.11.1991 | Грузія     | 19-15     | Україна              |
| 2     | 24.11.1991 | Грузія     | 6-0       | Україна              |
| 3     | 13.06.1992 | Україна    | 3-18      | Грузія               |
| 4     | 15.06.1992 | Україна    | 0-15      | Грузія               |
| 5     | 16.10.1993 | Угорщина   | 3-41      | Україна              |
| 6     | 01.04.1994 | Хорватія   | 13-23     | Україна              |
| 7     | 07.04.1994 | Словенія   | 26-41     | Україна              |
| 8     | 14.05.1994 | Австрія    | 0-78      | Україна              |
| 9     | 27.11.1994 | Данія      | 12-6      | Україна              |
| 10    | 4.06.1995  | Латвія     | 20-16     | Україна              |
| 11    | 1.05.1996  | Латвія     | 3-19      | Україна              |
| 12    | 1.05.1996  | Україна    | 38-0      | Молдова              |
| 13    | 1.05.1996  | Литва      | 8-27      | Україна              |
| 14    | 1.05.1996  | Україна    | 60-0      | Сербія та Чорногорія |
| 15    | 10.10.1996 | Латвія     | 3-19      | Україна              |
| 16    | 2.11.1996  | Швейцарія  | 0-30      | Україна              |
| 17    | 26.04.1997 | Австрія    | 6-36      | Україна              |
| 18    | 17.05.1997 | Україна    | 51-15     | Ізраїль              |
| 19    | 18.10.1997 | Україна    | 48-5      | Бельгія              |
| 20    | 1.11.1997  | Нідерланди | 35-13     | Україна              |
| 21    | 3.05.1998  | Україна    | 17-31     | Грузія               |